# Tenna Kraft
Tenna Kraft, född Hortensia Kristine Sofie Erogine Frederiksen den 16 maj 1885 i Köpenhamn, död 16 mars 1954, var en dansk operasångare.
Frederiksen studerade först för J.L. Nyrop och Osta Schottlænder för att senare fortsätta studierna i Paris hos Mme. Artôt Padilla och Jean de Reszké. Hon scendebuterade vid Det Kongelige Teater 1906 som Elsa i "Lohengrin" och var fram till 1939 operans ledande lyriska sopran, främst i verk av Wagner, Verdi, Puccini och Richard Strauss, men även i roller i danska verk, som fru Ingeborg i Peter Heises Drot og Marsk och titelrollen i Siegfried Salomons Leonora Christina.
1927 gifte hon sig med F.W. Kraft, direktör i Det Danske Petroleums-Aktieselskab. 1922 tilldelades hon medaljen Ingenio et arti och 1932 fick hon Tagea Brandts rejselegat for kvinder.

## Filmografi
- 1921 – Blade af Satans bog